# Кубок Ірану з футболу 2015—2016
Кубок Ірану з футболу 2015—2016 — 29-й розіграш кубкового футбольного турніру в Ірані. Титул володаря кубка вчетверте здобув Зоб Ахан.

## Календар
| Раунд        | Дата                          | Матчі | Клуби   |
| ------------ | ----------------------------- | ----- | ------- |
| Перший раунд | 27 серпня 2015                | 32    | 80 → 48 |
| Другий раунд | 2 вересня 2015                | 16    | 48 → 32 |
| 1/16 фіналу  | 9 вересня - 9 жовтня 2015     | 16    | 32 → 16 |
| 1/8 фіналу   | 19 вересня - 4 листопада 2015 | 8     | 16 → 8  |
| 1/4 фіналу   | 4-25 листопада 2015           | 4     | 8 → 4   |
| 1/2 фіналу   | 24 листопада - 22 грудня 2015 | 2     | 4 → 2   |
| Фінал        | 29 травня 2016                | 1     | 2 → 1   |

## 1/16 фіналу
| Команда 1         | Рахунок         | Команда 2                |
| ----------------- | --------------- | ------------------------ |
| 9 вересня 2015    |                 |                          |
| Падіде            | 4:1             | Шахрдарі (Кашан) (3)     |
| Малаван           | 3:1             | Огхаб (Тегеран) (5)      |
| 10 вересня 2015   |                 |                          |
| Сіах Джамеган     | +:-             | Карун (Хузестан) (3)     |
| Гостареш Фулад    | 2:0             | Омід (Разакан) (5)       |
| Естеґлал Хузестан | +:-             | Сепідроод (Решт) (3)     |
| Саба Кум          | 2:1             | Нірое Заміні (3)         |
| 11 вересня 2015   |                 |                          |
| Трактор Сазі      | +:-             | Бесат (Керманшах) (3)    |
| Рах Ахан          | 5:1             | Мантагеє Азад Кіш (5)    |
| Сепахан           | 4:0             | Сафір (Казвін) (5)       |
| Естеґлал          | 5:0             | Шахрдарі (Семнан) (5)    |
| Зоб Ахан          | 2:1             | Баадраан (Тегеран) (3)   |
| Фулад (Ахваз)     | 6:0             | Ісар (Джирофт) (4)       |
| 12 вересня 2015   |                 |                          |
| Сайпа             | 4:0             | Базаргані Вашта Амол (5) |
| Персеполіс        | 1:0             | Пайкан (2)               |
| Естеглал (Ахваз)  | 2:2 дч пен. 5:6 | Кара (Шираз) (3)         |
| 9 жовтня 2015     |                 |                          |
| Нафт Тегеран      | 5:1             | Діана (Бакершахр) (5)    |

## 1/8 фіналу
| Команда 1        | Рахунок         | Команда 2         |
| ---------------- | --------------- | ----------------- |
| 19 вересня 2015  |                 |                   |
| Кара (Шираз) (3) | 1:3             | Сепахан           |
| Рах Ахан         | 1:0             | Естеґлал Хузестан |
| 20 вересня 2015  |                 |                   |
| Сіах Джамеган    | 0:0 дч пен. 1:3 | Сайпа             |
| Саба Кум         | 0:1             | Трактор Сазі      |
| Персеполіс       | 1:0 дч          | Малаван           |
| 21 вересня 2015  |                 |                   |
| Гостареш Фулад   | 0:1             | Зоб Ахан          |
| 4 листопада 2015 |                 |                   |
| Падіде           | 1:1 дч пен. 2:4 | Нафт Тегеран      |
| Естеґлал         | 3:1             | Фулад (Ахваз)     |

## 1/4 фіналу
| Команда 1         | Рахунок         | Команда 2    |
| ----------------- | --------------- | ------------ |
| 4 листопада 2015  |                 |              |
| Зоб Ахан          | 2:0 дч          | Персеполіс   |
| Сайпа             | 1:2             | Трактор Сазі |
| 5 листопада 2015  |                 |              |
| Сепахан           | 2:0 дч          | Рах Ахан     |
| 25 листопада 2015 |                 |              |
| Нафт Тегеран      | 1:1 дч пен. 4:5 | Естеґлал     |

## 1/2 фіналу
| Команда 1         | Рахунок         | Команда 2 |
| ----------------- | --------------- | --------- |
| 24 листопада 2015 |                 |           |
| Зоб Ахан          | 2:2 дч пен. 4:1 | Сепахан   |
| 22 грудня 2015    |                 |           |
| Трактор Сазі      | 1:2             | Естеґлал  |

## Фінал
| 29 травня 2016 19:30 (EEST) |

| Зоб Ахан              | 1:1 дч   | Естеґлал            |
| --------------------- | -------- | ------------------- |
| Рахматі 20' (автогол) | Протокол | Ебрахімі 56' (пен.) |

| Міський стадіон, Хорремшехр Глядачів: 15 452 Арбітр: Аліреза Фагані |

|                                                            |     | Пенальті                                       |  |
| Раджабзадех · Мехдіпур · Хассанзаде · Хоссеїні · Мохаммаді | 5:4 | Маджиді · Мкоян · Ебрахімі · Рамезані · Карімі |  |